# Trương Tông Xương

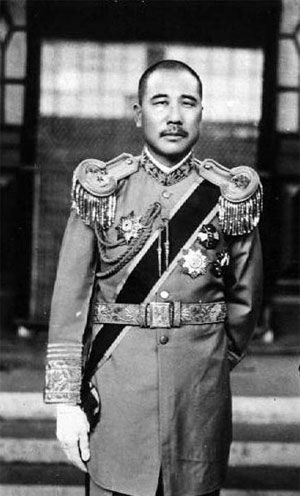
Trương Tông Xương

Trương Tôn Xương (giản thể: 张宗昌; phồn thể: 張宗昌; bính âm: Zhāng Zōngchāng; Wade–Giles: Chang Tsung-ch'ang) (1881 – 1932), có biệt danh "Cẩu nhục tướng quân" và "Trương 72 khẩu pháo" (chữ Hán: 狗肉将军; bính âm: Gǒuròu Jiāngjūn), là một lãnh chúa quân phiệt Trung Hoa tại Sơn Đông đầu thế kỷ 20. Tạp chí Time gọi ông là viên "quân phiệt đê tiện nhất" Trung Hoa.
Sinh ra trong cảnh nghèo hèn tại huyện Nghi (nay là Lai Châu), Sơn Đông, Trương gia nhập một băng cướp năm 1911 và bắt đầu nổi lên sau khi đem đồng đảng ra phục vụ trong quân đội của Đốc quân Giang Tô. Nhưng khoảng thời gian thắng tiến kéo dài không lâu, và sau khi bị kẻ thù đánh bại, ông chạy sang với quân phiệt Trương Tác Lâm ở Mãn Châu. Ông gây được ấn tượng tốt, với một câu chuyện phổ biến về bữa tiệc sinh nhật của Trương Tác Lâm: thay vì dâng tặng vị lãnh chúa với những món quà đắt giá, Trương Tông Xương gửi tặng ông ta 2 giỏ coolie trống không mà không xuất hiện tại buổi tiệc mừng. Trương Tác Lâm không hiểu ra sao, sau mới hiểu ý Trương: hai cái giỏ không hàm ý rằng ông sẵn sàng gánh vác mọi trọng trách mà vĩ lãnh chúa giao phó. Sau đó ông được ban cho một chức tư lệnh trong quân đội của ông ta, dù phải sau khi chứng tỏ được khả năng trong chiến trận, Trương Tông Xương mới tự đến ra mắt vĩ lãnh chúa.
Trương Tông Xương có biệt danh Tướng quân thịt chó là do thói nghiện cờ bạc, nhất là trò Bài cửu mà người vùng Đông Bắc còn gọi là "ăn thịt chó". Ông cũng có 30-50 người thiếp đủ mọi quốc tịch, bao gồm Hàn, Nhật, Bạch Nga, Pháp và Mỹ, mỗi người mang một số khác nhau vì ông không nhớ nổi mà cũng không nói được ngôn ngữ của họ. Nổi tiếng là chuộng phù phiếm và nóng tính (dù bình thường rất vui vẻ hòa nhã), ông cũng rất hào phóng, thường đem tiền của và vợ lẽ tặng cho thuộc cấp và bạn bè. Do đó, bộ hạ của Trương rất trung thành với ông, giúp ông giành nhiều thắng lợi. Theo như bà Cố Duy Quân viết:
'[Trương] nổi tiếng là "Tam bất tri" (Ba cái không biết) (Hán tự: 三不知; bính âm: sān bù zhī). Ông nói rằng ông không biết ông có bao nhiêu tiền, bao nhiêu thê thiếp, hay bao nhiêu lính dưới quyền.'
Trương Tông Xương tỏ ra là một tướng quân phiệt có tài, sử dụng hữu hiệu các chuyến tàu hỏa vũ trang do những tay đánh thuê Bạch Nga dày dạn kinh nghiệm điều khiển. Ông tuyển mộ hơn 4,600 người Bạch Nga chạy nạn Nội chiến Nga, thành lập một trung đoàn kỵ binh, ăn vận kiểu kỵ binh Sa hoàng Nga. Trương Tông Xương cũng là một trong những tướng lĩnh Trung Hoa đầu tiên sử dụng phụ nữ trong quân đội với quy mô lớn, thậm chí còn thành lập cả một trung đoàn y tá toàn phụ nữ Bạch Nga. Những y tá này lại đào tạo các nữ y tá Trung Hoa, nên thương binh cũng được chăm sóc tốt hơn, giúp tăng cường tinh thần và khả năng chiến đấu của quân đội của Trương.
Tuy nhiên, ông lại là một viên tướng vừa tàn nhẫn vừa phù phiếm. Sau khi đánh bại Ngô Bội Phu bằng cách dụ hàng một lượng lớn quân địch, ông cho những kẻ đầu hàng được giữ nguyên cấp hàm, sau đó thăng chức cho các sĩ quan dưới quyền mình, nhưng do không đủ kim loại để làm những ngôi sao vàng và bạc trên phù hiệu, ông ra lệnh sử dùng những mảnh vàng và bạc mạ lấy từ vỏ hộp thuốc lá để làm ra những ngôi sao này. Trong buổi lễ thăng chức, các sĩ quan rất ngạc nhiên khi thấy phù hiệu của họ rách bươm dù buổi lễ còn chưa kết thúc. Một lần khác, trong một chiến dịch, ông tuyên bố sẽ chiến thắng hay quay về trong quan tài. Sau khi buộc phải lui quân, ông làm đúng như đã nói: ông được diễu qua các đường phố, ngồi trong một cái quan tài, và hút một điếu xì gà lớn. Ông lúc nào cũng giữ bà mẹ già bên cạnh, chỉ trừ khi đi đánh trận mới để bà lại dinh cơ sang trọng của mình.
Năm 1924, ông tham gia Chiến tranh Trực-Phụng lần thứ 2 và cuộc phân chia Thượng Hải giữa 2 phe. Tháng 4 năm 1925, ông tiến chiếm Thượng Hải rồi chiếm luôn Nam Kinh về cho Phụng hệ của Trương Tác Lâm. Sau đó ông được bổ nhiệm làm Đốc quân Sơn Đông, cai trị tỉnh này tới tận tháng 5 năm 1928. Trương cũng thường đến Thượng Hải chơi bời với con trai Trương Tác Lâm là Trương Học Lương. Cả hai đều nghiện thuốc phiện nặng, mà Thượng Hải lại là trung tâm buôn lậu thuốc phiện, và kết quả là nền kinh tế của phe Phụng Thiên ngày càng phụ thuộc vào thuốc phiện. Trong một sự kiện đáng xấu hổ vào năm 1925, một cuộc tranh cãi tại bộ tư lệnh của Trương giữa một nhóm sĩ quan về việc ai được hưởng lợi nhiều nhất từ một thương vụ thuốc phiện dẫn đến bắn nhau làm 3 người chết.
Năm 1928, trong Chiến tranh Bắc phạt, tướng Hồi giáo Bạch Sùng Hy chỉ huy lực lượng Quốc dân đảng đánh bại Trương Tông Xương, bắt sống 20.000 trên tổng số 50.000 quân, thậm chí suýt nữa bắt được cả Trương, nhưng ông trốn thoát ra ngoài Trường Thành, đến Mãn Châu. Ông chạy vào tô giới Nhật ở Đại Liên lánh nạn. Từ đó tới năm 1929, ông sống ẩn dật tại Nhật cùng mẹ, dù cũng một lần xuất hiện trên mặt báo khi vô tình bắn chết Hoàng thân Hiển Khải, em họ của Cựu hoàng Phổ Nghi. Theo lời Trương, khi ông đang đứng bên cạnh cửa sổ thì khẩu súng vô tình cướp cò, bắn trúng vị hoàng thân trẻ từ sau lưng, khiến ông ta chết ngay tại chỗ; dù có nhiều khả năng vị hoàng thân phong lưu này bị giết vì ve vãn một người thiếp của Trương. Ông bị một tòa án Nhật kết án, và phải chọn giữa 15 ngày ngồi tù hay nộp phạt 150 dollar Mỹ, và ông chọn nộp phạt.
Trong khi quay về thăm Sơn Đông năm 1932, Trương bị cháu trai của một những nạn nhân dưới tay ông ám sát, người này về sau được Chính phủ Quốc dân đảng tha bổng. Đương thời có người cho rằng vụ này có thể đã được viên tỉnh trưởng địa phương dàn xếp để loại trừ một đối thủ chính trị tiềm tàng.